# Cuviera
Genre
Cuviera est un genre de plantes de la famille des Rubiaceae.

## Liste des espèces et sous-espèces
Selon Catalogue of Life (14 février 2018) :
- Cuviera acutiflora DC.
- Cuviera angolensis Welw. ex K.Schum.
- Cuviera calycosa Wernham
- Cuviera heisteriifolia Mildbr.
- Cuviera le-testui Pellegr.
- Cuviera longiflora Hiern
- Cuviera macroura K.Schum.
- Cuviera migeodii Verdc.
- Cuviera nigrescens (Elliot ex Oliv.) Wernham
- Cuviera physinodes K.Schum.
- Cuviera pierrei N.Hallé
- Cuviera schliebenii Verdc.
- Cuviera semseii Verdc.
- Cuviera subuliflora Benth.
- Cuviera talbotii (Wernham) Verdc.
- Cuviera tomentosa Verdc.
- Cuviera trilocularis Hiern
- Cuviera truncata Hutch. & Dalziel

Selon NCBI (14 février 2018) :
- Cuviera acutiflora
- Cuviera angolensis
  - sous-espèce Cuviera angolensis subsp. latior
- Cuviera longiflora
- Cuviera physinodes
- Cuviera schliebenii
- Cuviera semseii
- Cuviera subuliflora
- Cuviera trilocularis

Selon The Plant List (14 février 2018) :
- Cuviera acutiflora DC.
- Cuviera bolo Aubrév. & Pellegr.
- Cuviera calycosa Wernham
- Cuviera cuvieroides (Wernham) Onana
- Cuviera heisteriifolia Mildbr.
- Cuviera latior Wernham
- Cuviera ledermannii K.Krause
- Cuviera leniochlamys K.Schum.
- Cuviera letestui Pellegr.
- Cuviera longiflora Hiern
- Cuviera macroura K.Schum.
- Cuviera migeodii Verdc.
- Cuviera nigrescens (Elliott ex Oliv.) Wernham
- Cuviera physinodes K.Schum.
- Cuviera pierrei N.Hallé
- Cuviera schliebenii Verdc.
- Cuviera semseii Verdc.
- Cuviera subuliflora Benth.
- Cuviera talbotii (Wernham) Verdc.
- Cuviera tomentosa Verdc.
- Cuviera trilocularis Hiern
- Cuviera truncata Hutch. & Dalziel
- Cuviera uncinula N.Hallé
- Cuviera wernhamii Cheek